# Цвіка Пік
Цвіка Пік, (івр. צביקה פיק; 3 жовтня 1951, Вроцлав, Республіка Польща — 14 серпня 2022, Рамат-га-Шарон, Ізраїль) — ізраїльський поп- та рок-співак, композитор та поет. Автор низки ізраїльських шлягерів, у тому числі пісні «Діва», яка перемогла на конкурсі пісні Євробачення 1998 року.

## Біографія
Генрік Пік народився у Вроцлаві (Польща) у 1951 році. 1956 року його сім'я репатріювалася в Ізраїль і оселилася в Рамат-Гані. Хлопчик відвідував музичну школу, навчаючись класичній музиці, але тягнувся до естради та року. Упродовж більшої частини 60-х років він грав у «ритм-групах» — перших ізраїльських рок-групах.
У 1971 році вийшов перший сольний диск Піка з піснями на слова Ехуда Манора та Йонатана Гефена та його власну музику; акомпанувала йому популярна ритм-група «Черчілім».
Випустивши свій перший альбом з великим лейблом CBS Records, Пік кілька наступних років створював собі імідж альтернативного виконавця, протиставляючи себе традиції, що склалася, в ізраїльській поп-музиці.
У 70-ті роки Пік, який називав себе в інтерв'ю «ізраїльським Девідом Бові» (його фото у срібних тонах на одному з альбомів копіює обкладинку альбому Боуі Aladdin Sane), з'являвся на естраді в блискучих, райдужних костюмах, з великою кількістю гриму на обличчі. Його творчість була ізраїльським варіантом глем-року, він приділяв багато часу піару, а на обкладинках альбомів регулярно зображувався в оточенні напівголих жінок, пропагуючи себе як секс-символ.
У 1973 році пісня Піка «Тепер я знаю» у виконанні Іланіт та Шломо Арці прозвучала у хіт-параді радіостанції «Галей Цахаль» і принесла йому титул «композитора року»
2003 року його пісню «Hasta la vista» виконав на «Євробаченні» український представник Олександр Пономарьов.
Пік також писав пісні для дочок Шарони і Даніели, утворили дует «Ахайот Пік» (укр. «Сестри Пік»). У 2018 році Даніела Пік вийшла заміж за американського режисера Квентіна Тарантіно.